# Unione dei comuni dall'Eleuterio a Rocca Busambra
L'Unione dei comuni dall'Eleuterio a Rocca Busambra è un'unione di comuni nata il 16 aprile 2003 dalla decisione di tre comuni italiani della città metropolitana di Palermo, in Sicilia.
Fanno parte dell'unione i comuni di Cefalà Diana, Marineo, Villafrati, a cui successivamente si aggiunsero i comuni di Bolognetta e Godrano.
L'Unione ha una estensione di oltre 132 km² e una popolazione di circa 16.700 abitanti.
Ha sede nel comune di Marineo.